# Кубок України з гандболу серед чоловіків 2019—2020
Кубок України з гандболу 2019-2020 — гандбольний турнір за Кубок України серед українських чоловічих команд. Проводився вдесяте після відновлення у 2010 році.. Турнір складається з трьох раундів та «фіналу чотирьох». У першому раунді команди-суперниці проводять між собою один матч, у другому та третьому — два, по одному на полі кожного з суперників. Перед кожним з етапів проводиться жеребкування. Фіналісти Кубка України 2018/2020 — «Мотор» та ZTR - розпочнуть виступи зі стадії чвертьфіналу. «Фінал чотирьох» проводиться на одному майданчику протягом двох днів. Переможці в своїх парах у другий день змагань проводять матч за Кубок України, а команди, що зазнали поразки — матч за третє місце. Володар Кубку України отримує право на участь в розіграші Кубка ЄГФ

## 1-й раунд
1/16 фіналу

СДЮСШ ім Лагутіна — УДХТУ (Дніпро) 26:35

«Харлазар-ДЮСШ —1» (Харків) — «RGM Group-СумДУ» (Суми) 34:31

«Вінниця» — «Мотор-Політехніка-ЗАБ» (Запоріжжя) 24:35

ХНУ-ДЮСШ —1 (Хмельницький) — «Карпати» (Ужгород) 26:28

ТНУ-ЦСКА (Київ) — «Динамо-Полтава» (Полтава) -:+  

КСЛІ (Київ) — «БВУФК-Будівельник» (Бровари) -:+ 

## 2-й раунд
1/8 фіналу

«Карпати» (Ужгород) — «Портовик» (Южне) -:+ 

«УДХТУ» (Дніпро) — «Донбас» (Донецький регіон) 34:39, 24:33 

«Харлазар-ДЮСШ —1» (Харків) — «ЦСКА-Київ» (Київ) 31:43, 32:43  

«БВУФК–Будівельник» (Бровари) — «СКА-Львів» (Львів) 33:37, 18:26 

«Динамо–Полтава» (Полтава) — «Одеса» (Одеса) -:+ 

«Мотор-Політехніка-ЗАБ» (Запоріжжя) — «ЗТР-Буревісник» (Запоріжжя) +:- 

## 3-й раунд
1/4 фіналу

«Мотор-Політехніка-ЗАБ» (Запоріжжя) – «Мотор» (Запоріжжя) 27:36, 22:41  

«Донбас» (Донецький регіон) - ZTR (Запоріжжя, Луганська область) +:-  

«Одеса» (Одеса) – «СКА-Львів» (Львів) 43:22, 38:21 

«ЦСКА-Київ» (Київ) – «Карпати» (Ужгород) 21:20

## Фінал чотирьох
Фінал Кубка України відбудеться 5-6 вересня 2020 р. у новоспорудженому спорткомплексі селища Маяки Біляївського району Одеської області. 19 серпня 2020 р. в офісі ФГУ відбулось жеребкування, де визначились пари суперників півфінальних матчів. У першому півфінальному матчі «Донбас» гратиме проти «Одеси», у другому — «Мотор» проти «Карпат».
Команда «Донбас» не змогла прибути на матчі «фіналу чотирьох» через захворювання гравців на коронавірус. Команда «Одеса», якій зараховано технічну перемогу пройшла до фіналу, а «Карпати», які зазнали поразки у півфінальному матчі автоматично отримали «бронзу» Кубка України.

#### Турнірна таблиця фіналу чотирьох
|  | Півфінал |                      |          |  |  |                   |                     |                   |
|  |          | «Донбас» (Донеччина) | -        |  |  |                   |                     |                   |
|  |          | «Одеса» (Одеса)      | +        |  |  | Фінал             | Фінал               | Фінал             |
|  |          |                      |          |  |  |                   | «Мотор» (Запоріжжя) | 38                |
|  | Півфінал | Півфінал             | Півфінал |  |  | «Одеса» (Одеса)   | 19                  |                   |
|  |          | «Мотор» (Запоріжжя)  | 46       |  |  |                   |                     |                   |
|  |          | «Карпати» (Ужгород)  | 17       |  |  | Матч за 3-є місце | Матч за 3-є місце   | Матч за 3-є місце |
|  |          |                      |          |  |  |                   | «Карпати» (Ужгород) |                   |
|  |          |                      |          |  |  |                   |                     |                   |